# Sofiane Zermani
Sofiane Zermani (en árabe: سفيان زرماني‎, Saint-Denis, 21 de julio de 1986) es un rapero, actor y productor franco-argelino, conocido por sus alias Sofiane o Fianso.

## Biografía
Hijo de padres argelinos, Zermani nació en la ciudad de Saint-Denis, al norte de París, viviendo en el suburbio de Stains hasta los 13 años, cuando se mudó a Le Blanc-Mesnil. A temprana edad empezó a interesarse por el rap, publicando varios mixtapes de forma independiente, titulados Première claque (2007) y La vie de cauchemar (2009). En 2011, con 25 años, lanzó Blacklist, seguido de Blacklist II en 2013, que alcanzó el puesto 79 en las listas musicales francesas.
En 2016, lanzó una serie de vídeos titulados #JeSuisPasséChezSo invitando a otros raperos menos conocidos a participar. En noviembre de 2016, firmó con Capitol Records, una filial de Universal Music France. El álbum #JeSuisPasséChezSo, con el mismo título que la serie anterior, alcanzó el puesto número 2 en el SNEP, la lista de álbumes franceses. El álbum obtuvo la certificación de disco de platino en mayo de 2017 por vender más de 100 000 copias a nivel internacional.
En mayo de 2017, Sofiane lanzó el álbum Bandit saleté, que nuevamente fue certificado platino. Para el videoclip promocional de la canción "Toka", Sofiane y cerca de diez miembros de su equipo se pararon en medio de la autopista A3, bloqueando los vehículos mientras Sofiane rapeaba la canción frente a las cámaras. El rodaje se realizó sin permiso y en febrero de 2018 fue multado con 1 500 € y condenado a cuatro meses de prisión en suspenso por obstrucción al tráfico. En la sentencia, Sofiane se disculpó por sus acciones y dijo que la decisión de filmar allí le había llegado en un momento de "mala inspiración".
Fuera del mundo de la música, Zermani ha sido actor de doblaje y ha actuado en varias películas y series de televisión, así como en el teatro: en el Festival de Aviñón de 2018 y 2019, interpretó a Jay Gatsby en la adaptación teatral El gran Gatsby de Scott Fitzgerald y a Aquiles en La Muerte de Aquiles de Wajdi Mouawad, respectivamente; también fue el narrador de la ópera Pedro y el lobo de Serguéi Prokófiev, presentada en Les nuits romantiques du Lac du Bourget en 2021.
Sofiane Zermani contrajo matrimonio a la edad de 19 años y es padre de dos hijos: Brahim y Aïssa. Actualmente reside en Aulnay-sous-Bois, en el departamento de Sena-Saint Denis.

## Discografía

### Álbumes
| Detalles del álbum                                                                   | Posiciones en listas musicales | Posiciones en listas musicales | Posiciones en listas musicales | Certificaciones |
| Detalles del álbum                                                                   | FRA                            | BEL (Val.)                     | SUI                            | Certificaciones |
| ------------------------------------------------------------------------------------ | ------------------------------ | ------------------------------ | ------------------------------ | --------------- |
| Bandit saleté - Publicación: 12 de mayo de 2017 - Discográfica: Suther Kane, Capitol | 1                              | 15                             | 13                             | - SNEP: Platino |
| Affranchis - Publicación: 26 de enero de 2018 - Discográfica: Suther Kane, Capitol   | 1                              | 2                              | 13                             | - SNEP: Platino |
| La direction - Publicación: 21 de mayo de 2021 - Discográfica: Capitol               | 1                              | 9                              | 23                             | - SNEP: Oro     |

### Mixtapes and EPs
| Detalles del álbum                                                                              | Posiciones en listas musicales | Posiciones en listas musicales | Posiciones en listas musicales | Certificaciones |
| Detalles del álbum                                                                              | FRA                            | BEL (Val.)                     | SUI                            | Certificaciones |
| ----------------------------------------------------------------------------------------------- | ------------------------------ | ------------------------------ | ------------------------------ | --------------- |
| Première claque - Publicación: 2007 - Discográfica:                                             | —                              | —                              | —                              |                 |
| La vie de cauchemar - Publicación: 2009 - Discográfica:                                         | —                              | —                              | —                              |                 |
| Blacklist - Publicación: 2011 - Discográfica: I Need Money                                      | —                              | —                              | —                              |                 |
| Blacklist II - Publicación: 2013 - Discográfica: I Need Money                                   | 79                             | —                              | —                              |                 |
| #JeSuisPasséChezSo (EP) - Publicación: 27 de enero de 2017 - Discográfica: Suther Kane, Capitol | 2                              | 12                             | 39                             | - SNEP: Platino |

### Álbumes colectivos
| Detalles del álbum                                                                         | Posiciones en listas musicales | Posiciones en listas musicales | Posiciones en listas musicales |
| Detalles del álbum                                                                         | FRA                            | BEL (Val.)                     | SUI                            |
| ------------------------------------------------------------------------------------------ | ------------------------------ | ------------------------------ | ------------------------------ |
| 93 Empire - Publicación: 2018 - Tipo: Álbum colectivo - Discográfica: Affranchis / Capitol | 2                              | 10                             | 39                             |

## Filmografía

### Cine
- 2014 : Terremère, de Aliou Sow
- 2018 : Frères ennemis, de David Oelhoffen
- 2018 : Mauvaises herbes, de Kheiron
- 2022 : Sous emprise, de David M. Rosenthal
- 2023 : Les Déguns 2, de Cyrille Droux & Claude Zidi Jr.
- 2024 : Le Salaire de la peur de Julien Leclercq

### Televisión
- 2016 : Les Déguns, webserie (cameo)
- 2019 : Les Sauvages, miniserie de Rebecca Zlotowski
- 2021 : Alger confidentiel, miniserie de Abdel Raouf Dafri, Frédéric Jardin y Oliver Bottini
- 2022 : Hors-Saison, miniserie de Pierre Monnard